# Tour des Flandres féminin 2004
La 1re édition du Tour des Flandres féminin a lieu le 4 avril 2004. C'est la quatrième épreuve de la Coupe du monde. L'épreuve est remportée par la Russe Zoulfia Zabirova.

## Équipes
| Équipes féminines professionnelles (18)- @Home Cycling Team - Basis Aude - Farm Frites-Hartol - Lietzsport Cycling - Let's Go Finland - Equipe Nürnberger Versicherung - Nobili Rubinetterie-Guerciotti - Next 125 - Ondernemers van Nature-Vrienden van het Platteland - S.A.T.S. - SC Michela Fanini Record Rox - Safi-Pasta Zara Manhattan - Ton Van Bemmelen Sports - T-Mobile - Therme Skin Care - USC Chirio Forno d'Asolo - Vlaanderen-T-Interim Univega Ladies - Vitron Wilstra Équipes nationales (10)- Allemagne - Australie - Belgique - Espagne - France - Grande-Bretagne - Italie - Nouvelle-Zélande - Suisse - Ukraine Équipe féminines amateur (3)- Keukens Redant - KSV Deerlijk - Wielerbond Vlaanderen |
| |

## Parcours
La course démarre d'Audenarde. Le mur de Grammont, traditionnel juge de paix de l'épreuve se trouve à seize kilomètres et l'arrivée et la dernière ascension de l'épreuve est le Bosberg situé à douze kilomètres de l'arrivée qui est placée à Meerbeke. 
Neuf monts sont au programme de cette édition:
| Mont | Nom             | Km | Revêtement | Longueur (m) | Pente moyenne | Pente maxi | Km de l'arrivée |
| ---- | --------------- | -- | ---------- | ------------ | ------------- | ---------- | --------------- |
| 1    | Kruisberg       |    | asphalte   | 2 500        | 5 %           |            | 65              |
| 2    | Boigneberg      |    |            |              |               |            | 49              |
| 3    | Foreest         |    |            |              |               |            | 42              |
| 4    | Steenberg       |    |            |              |               |            | 40              |
| 5    | Leberg          |    | asphalte   | 950          | 4,2 %         | 13,8 %     | 34              |
| 6    | Berendries      |    | asphalte   | 940          | 7 %           | 12,3 %     | 30              |
| 7    | Tenbosse        |    | asphalte   | 450          | 6,9 %         | 8,7 %      | 26              |
| 8    | Mur de Grammont |    | pavés      | 475          | 9,3 %         | 19,8 %     | 15,8            |
| 9    | Bosberg         |    | pavés      | 980          | 5,8 %         | 11 %       | 11,8            |

En sus, un secteur pavé se trouve sur le parcours :
| Secteur | Nom           | Km | Longueur (m) | Km de l'arrivée |
| ------- | ------------- | -- | ------------ | --------------- |
| 1       | Haaghoek (nl) |    | 2 000        |                 |

## Favorites
La leader de la Coupe du monde Oenone Wood est en bonne forme et fait figure de favorite. Elle fait face à Mirjam Melchers, Susanne Ljungskog, Judith Arndt, Edita Pučinskaitė, Fabiana Luperini.

## Récit de la course
Virginie Moinard est la première à attaquer dans la montée du Kruisberg. Son avance atteint trente-cinq secondes. Elle est reprise dans le Boigneberg. Un groupe de favorites sort ensuite avec entre autres Leontien Zijlaard-Van Moorsel, Mirjam Melchers, Hanka Kupfernagel, Trixi Worrack, Olga Slyusareva ou Zoulfia Zabirova. Un regroupement a lieu avant le Berendries. Zabirova produit son effort dans le mur de Grammont et y distance ses adversaires. Worrack, Van Moorsel et Melchers sont en poursuite une quinzaine de secondes derrière. La Russe s'impose, tandis que Worrack prend la seconde place.

## Classements

### Classement final
| \| Classement général \| Classement général \| Classement général \| Classement général \| Classement général \| \| Coureuse \| Coureuse \| Pays \| Équipe \| Temps \| \| ------------------ \| -------------------- \| ------------------ \| -------------------------------------------------- \| ------------------ \| \| 1re \| Zulfiya Zabirova \| Russie \| Let's Go Finland \| 2 h 26 min 00 s \| \| 2e \| Trixi Worrack \| Allemagne \| Equipe Nürnberger Versicherung \| + 4 s \| \| 3e \| Leontien van Moorsel \| Pays-Bas \| Farm Frites-Hartol \| + 4 s \| \| 4e \| Mirjam Melchers \| Pays-Bas \| Farm Frites-Hartol \| + 7 s \| \| 5e \| Olga Sljussarewa \| Russie \| Nobili Rubinetterie-Guerciotti \| + 1 min 20 s \| \| 6e \| Alison Wright \| Australie \| Nobili Rubinetterie-Guerciotti \| + 1 min 20 s \| \| 7e \| Loes Gunnewijk \| Pays-Bas \| Ondernemers van Nature-Vrienden van het Platteland \| + 1 min 20 s \| \| 8e \| Oenone Wood \| Australie \| Australie \| + 1 min 20 s \| \| 9e \| Joanne Kiesanowski \| Nouvelle-Zélande \| Nouvelle-Zélande \| + 1 min 20 s \| \| 10e \| Annette Beutler \| Suisse \| Lietzsport Cycling \| + 1 min 20 s \| |                      |                  |                                                    |                 |
| |                      |                  |                                                    |                 |
| Source : Cycling Quotient |                      |                  |                                                    |                 |
| Classement général |                      |                  |                                                    |                 |
| Coureuse | Coureuse             | Pays             | Équipe                                             | Temps           |
| 1re | Zulfiya Zabirova     | Russie           | Let's Go Finland                                   | 2 h 26 min 00 s |
| 2e | Trixi Worrack        | Allemagne        | Equipe Nürnberger Versicherung                     | + 4 s           |
| 3e | Leontien van Moorsel | Pays-Bas         | Farm Frites-Hartol                                 | + 4 s           |
| 4e | Mirjam Melchers      | Pays-Bas         | Farm Frites-Hartol                                 | + 7 s           |
| 5e | Olga Sljussarewa     | Russie           | Nobili Rubinetterie-Guerciotti                     | + 1 min 20 s    |
| 6e | Alison Wright        | Australie        | Nobili Rubinetterie-Guerciotti                     | + 1 min 20 s    |
| 7e | Loes Gunnewijk       | Pays-Bas         | Ondernemers van Nature-Vrienden van het Platteland | + 1 min 20 s    |
| 8e | Oenone Wood          | Australie        | Australie                                          | + 1 min 20 s    |
| 9e | Joanne Kiesanowski   | Nouvelle-Zélande | Nouvelle-Zélande                                   | + 1 min 20 s    |
| 10e | Annette Beutler      | Suisse           | Lietzsport Cycling                                 | + 1 min 20 s    |

## Liste des participantes
| Légende | Légende                                                                    | Légende | Légende                                                    |
| ------- | -------------------------------------------------------------------------- | ------- | ---------------------------------------------------------- |
| Num     | Dossard de départ porté par le coureur sur ce Tour des Flandres            | Pos     | Position à l'arrivée de la course                          |
|         | Indique un maillot de champion national ou mondial, suivi de sa spécialité | NP      | Indique un coureur qui n'a pas pris le départ de la course |
| AB      | Indique un coureur qui n'a pas terminé la course                           | HD      | Indique un coureur qui a terminé la course hors des délais |

| S.A.T.S TSA | S.A.T.S TSA                | S.A.T.S TSA |
| ----------- | -------------------------- | ----------- |
| Num         | Coureuse                   | Pos         |
| 1           | Susanne Ljungskog (SWE)    | 15e         |
| 2           | Anita Valen de Vries (NOR) | AB          |
| 3           | Rochelle Gilmore (AUS)     | AB          |
| 4           | Emma James (AUS)           | AB          |
| 5           | Manon Jutras (CAN)         | 62e         |
| 6           | Mette Fischer Andreasen    |             |

| Belgique BEL | Belgique BEL     | Belgique BEL |
| ------------ | ---------------- | ------------ |
| Num          | Coureuse         | Pos          |
| 11           | Corine Hierckens | 50e          |
| 12           | Ludivine Henrion | AB           |
| 13           | Laurence Melys   | AB           |
| 14           | Kathy Ingels     | AB           |
| 15           | Lien Verhaeghe   | AB           |
| 16           | Sara Peeters     | AB           |

| Wielerbond Vlaanderen ___ | Wielerbond Vlaanderen ___ | Wielerbond Vlaanderen ___ |
| ------------------------- | ------------------------- | ------------------------- |
| Num                       | Coureuse                  | Pos                       |
| 21                        | Greetje De Vos (BEL)      | AB                        |
| 22                        | Diana Janssens (BEL)      | AB                        |
| 23                        | Lien Beyen (BEL)          | AB                        |
| 24                        | Kathleen Sterckx (BEL)    | AB                        |
| 25                        | Sofie Goor (BEL)          | AB                        |
| 26                        | Natasja Nobels (BEL)      | AB                        |

| Allemagne GER | Allemagne GER    | Allemagne GER |
| ------------- | ---------------- | ------------- |
| Num           | Coureuse         | Pos           |
| 31            | Liane Bahler     | AB            |
| 32            | Angela Hennig    | 38e           |
| 33            | Sarah Düster     | AB            |
| 34            | Madeleine Sandig | AB            |
| 35            | Theresa Senff    | 21e           |
| 36            | Claudia Stumpf   | AB            |

| France FRA | France FRA       | France FRA |
| ---------- | ---------------- | ---------- |
| Num        | Coureuse         | Pos        |
| 41         | Virginie Moinard | 42e        |
| 42         | Sophie Creux     | 58e        |
| 43         | Delphine Guille  | AB         |
| 44         | Marina Jaunâtre  | 59e        |
| 45         | Edwige Pitel     | 30e        |
| 46         | Alna Burato      | AB         |

| Australie AUS | Australie AUS | Australie AUS |
| ------------- | ------------- | ------------- |
| Num           | Coureuse      | Pos           |
| 51            | Lorian Graham | AB            |
| 52            | Olivia Gollan | 24e           |
| 53            | Natalie Bates | AB            |
| 54            | Amy Gillett   | AB            |
| 55            | Oenone Wood   | 8e            |
| 56            | Sara Carrigan | AB            |

| Suisse SUI | Suisse SUI      | Suisse SUI |
| ---------- | --------------- | ---------- |
| Num        | Coureuse        | Pos        |
| 61         | Nicole Brändli  | 22e        |
| 62         | Priska Doppmann | 13e        |
| 63         | Andrea Hess     | AB         |
| 64         | Diana Rast      | AB         |
| 65         | Bettina Kühn    | AB         |
| 66         | Judith Baumann  | AB         |

| Grande-Bretagne GBR | Grande-Bretagne GBR       | Grande-Bretagne GBR |
| ------------------- | ------------------------- | ------------------- |
| Num                 | Coureuse                  | Pos                 |
| 71                  | Leda Cox                  | AB                  |
| 72                  | Catherine Hare Willianson | AB                  |
| 73                  | Frances Newstead          | AB                  |
| 75                  | Lorna Webb                | AB                  |
| 76                  | Nina Davies               | AB                  |

| Espagne ESP | Espagne ESP           | Espagne ESP |
| ----------- | --------------------- | ----------- |
| Num         | Coureuse              | Pos         |
| 91          | Teodora Ruano         | 55e         |
| 92          | María Isabel Moreno   | AB          |
| 93          | Rosa Bravo            | 28e         |
| 94          | Anna Ramírez Bauxell  | AB          |
| 95          | Iosune Murillo Elkano | AB          |
| 96          | Leticia Gil           | AB          |

| Ukraine UKR | Ukraine UKR        | Ukraine UKR |
| ----------- | ------------------ | ----------- |
| Num         | Coureuse           | Pos         |
| 111         | Nina Ovcharenko    | AB          |
| 112         | Valentyna Karpenko | 29e         |
| 114         | Irina Simonova     | AB          |
| 116         | Natalia Katchalka  | AB          |

| Nouvelle-Zélande NZL | Nouvelle-Zélande NZL | Nouvelle-Zélande NZL |
| -------------------- | -------------------- | -------------------- |
| Num                  | Coureuse             | Pos                  |
| 121                  | Joanne Kiesanowski   | 9e                   |
| 122                  | Rosalind Reekie-May  | 48e                  |
| 123                  | Melissa Holt         | 61e                  |
| 124                  | Kirsty Nicole Robb   | 51e                  |
| 125                  | Susie Wood           | AB                   |
| 126                  | Michelle Hyland      | 49e                  |

| Vlaanderen-T-Interim Univega Ladies VLL | Vlaanderen-T-Interim Univega Ladies VLL | Vlaanderen-T-Interim Univega Ladies VLL |
| --------------------------------------- | --------------------------------------- | --------------------------------------- |
| Num                                     | Coureuse                                | Pos                                     |
| 131                                     | Cindy Pieters (BEL)                     | AB                                      |
| 132                                     | Hanka Kupfernagel (GER)                 | 26e                                     |
| 133                                     | Sharon Vandromme (BEL)                  | 11e                                     |
| 134                                     | Veronique Belleter (BEL)                | 39e                                     |
| 136                                     | Veerle Ingels (BEL)                     | AB                                      |

| KSV Deerlijk ___ | KSV Deerlijk ___            | KSV Deerlijk ___ |
| ---------------- | --------------------------- | ---------------- |
| Num              | Coureuse                    | Pos              |
| 141              | Ilse Geldhof (BEL)          | 47e              |
| 142              | Hilde De Meulemeester (BEL) | AB               |
| 143              | Ilse Temmerman (BEL)        | AB               |
| 144              | Grace Verbeke (BEL)         | AB               |
| 145              | Charlot Verhaeghe (BEL)     | AB               |
| 146              | Liliane Leenknegt (BEL)     | AB               |

| Keukens Redant ___ | Keukens Redant ___        | Keukens Redant ___ |
| ------------------ | ------------------------- | ------------------ |
| Num                | Coureuse                  | Pos                |
| 151                | Heidi Van de Vijver (BEL) | AB                 |
| 152                | Evy Van Damme (BEL)       | 17e                |
| 153                | Evelien Debboudt (BEL)    | AB                 |
| 154                | Sylvia Debboudt (BEL)     | AB                 |
| 155                | Lensy Debboudt (BEL)      | AB                 |

| Lietzsport Cycling LIE | Lietzsport Cycling LIE | Lietzsport Cycling LIE |
| ---------------------- | ---------------------- | ---------------------- |
| Num                    | Coureuse               | Pos                    |
| 161                    | Barbara Heeb (SUI)     | AB                     |
| 162                    | Annette Beutler (SUI)  | 10e                    |
| 163                    | Isabella Wieser (AUT)  | AB                     |
| 164                    | Karin Wieser (AUT)     | AB                     |
| 165                    | Claudia Meyer (GER)    | AB                     |
| 166                    | Kathy Watt (AUS)       | AB                     |

| Basis Aude BAS | Basis Aude BAS           | Basis Aude BAS |
| -------------- | ------------------------ | -------------- |
| Num            | Coureuse                 | Pos            |
| 171            | Marion Clignet (FRA)     | 12e            |
| 172            | Katherine White (CAN)    | AB             |
| 174            | Katy Saint-Laurent (CAN) | AB             |
| 175            | Nicole Freedman (ISR)    | AB             |
| 176            | Kristen Lasasso (USA)    | AB             |

| Let's Go Finland LGF | Let's Go Finland LGF    | Let's Go Finland LGF |
| -------------------- | ----------------------- | -------------------- |
| Num                  | Coureuse                | Pos                  |
| 181                  | Zulfiya Zabirova (RUS)  | 1re                  |
| 182                  | Fabiana Luperini (ITA)  | 31e                  |
| 183                  | Sari Saarelainen (FIN)  | AB                   |
| 184                  | Martina Corazza (ITA)   | AB                   |
| 185                  | Kettj Manfrin (ITA)     | AB                   |
| 186                  | Rebecca McConnell (AUS) | AB                   |

| Equipe Nürnberger Versicherung NUR | Equipe Nürnberger Versicherung NUR | Equipe Nürnberger Versicherung NUR |
| ---------------------------------- | ---------------------------------- | ---------------------------------- |
| Num                                | Coureuse                           | Pos                                |
| 191                                | Judith Arndt (GER)                 | AB                                 |
| 192                                | Margaret Hemsley (AUS)             | 19e                                |
| 193                                | Petra Rossner (GER)                | AB                                 |
| 194                                | Madeleine Lindberg (SWE)           | AB                                 |
| 195                                | Trixi Worrack (GER)                | 2e                                 |
| 196                                | Olga Zabelinskaïa (RUS)            | 33e                                |

| SC Michela Fanini Record Rox MIC | SC Michela Fanini Record Rox MIC | SC Michela Fanini Record Rox MIC |
| -------------------------------- | -------------------------------- | -------------------------------- |
| Num                              | Coureuse                         | Pos                              |
| 201                              | Nicole Brändli (SUI)             | 22e                              |
| 202                              | Barbara Cazzaniga (ITA)          | AB                               |
| 205                              | Edita Pučinskaitė (LTU)          | 16e                              |
| 206                              | Hayley Brown-Rutherford (AUS)    | 53e                              |

| Ondernemers van Nature-Vrienden van het Platteland OND | Ondernemers van Nature-Vrienden van het Platteland OND | Ondernemers van Nature-Vrienden van het Platteland OND |
| ------------------------------------------------------ | ------------------------------------------------------ | ------------------------------------------------------ |
| Num                                                    | Coureuse                                               | Pos                                                    |
| 211                                                    | Chantal Beltman (NED)                                  | 41e                                                    |
| 212                                                    | Andrea Bosman (NED)                                    | AB                                                     |
| 213                                                    | Loes Gunnewijk (NED)                                   | 7e                                                     |
| 214                                                    | Kristy Miggels (NED)                                   | AB                                                     |
| 215                                                    | Minke Slingerland (NED)                                | AB                                                     |
| 216                                                    | Sharon van Essen (NED)                                 | AB                                                     |

| Farm Frites-Hartol FAR | Farm Frites-Hartol FAR     | Farm Frites-Hartol FAR |
| ---------------------- | -------------------------- | ---------------------- |
| Num                    | Coureuse                   | Pos                    |
| 221                    | Leontien van Moorsel (NED) | 3e                     |
| 222                    | Mirjam Melchers (NED)      | 4e                     |
| 223                    | Rachel Heal (GBR)          | 44e                    |
| 224                    | Miho Oki (JPN)             | 27e                    |
| 225                    | Anouska van der Zee (NED)  | 56e                    |
| 226                    | Esther Van Der Helm (NED)  | AB                     |

| Ton Van Bemmelen Sports TVB | Ton Van Bemmelen Sports TVB    | Ton Van Bemmelen Sports TVB |
| --------------------------- | ------------------------------ | --------------------------- |
| Num                         | Coureuse                       | Pos                         |
| 231                         | Suzanne de Goede (NED)         | AB                          |
| 232                         | Jaccolien Wallaard (NED)       | AB                          |
| 233                         | Josephine Groenveld (NED)      | 60e                         |
| 234                         | Veronique Coene (BEL)          | AB                          |
| 235                         | Jolanda Cools-van Dongen (NED) | AB                          |
| 236                         | Frederika van der Wiel (NED)   | AB                          |

| Vitron Wilstra VIT | Vitron Wilstra VIT     | Vitron Wilstra VIT |
| ------------------ | ---------------------- | ------------------ |
| Num                | Coureuse               | Pos                |
| 241                | Alexandra Nöhles (GER) | AB                 |
| 242                | Karin de Krijger (NED) | AB                 |
| 243                | Natasja Van Loon (NED) | AB                 |
| 244                | Ilona Valkenburg (NED) | AB                 |
| 245                | Katrijn Scheffer (NED) | AB                 |
| 246                | Evelien Post (NED)     | AB                 |

| Next 125 ___ | Next 125 ___                  | Next 125 ___ |
| ------------ | ----------------------------- | ------------ |
| Num          | Coureuse                      | Pos          |
| 251          | Tanja Schmidt-Hennes (GER)    | 43e          |
| 252          | Andrea Knecht (SUI)           | AB           |
| 253          | Alexandrine Petitpierre (SUI) | AB           |
| 254          | Marion Brauen (SUI)           | AB           |
| 255          | Irene Hostettler (SUI)        | AB           |

| T-Mobile ___ | T-Mobile ___              | T-Mobile ___ |
| ------------ | ------------------------- | ------------ |
| Num          | Coureuse                  | Pos          |
| 262          | Deirdre Demet-Barry (USA) | 18e          |
| 263          | Kimberly Baldwin (USA)    | 35e          |
| 264          | Dotsie Bausch (USA)       | AB           |
| 265          | Amber Neben (USA)         | 25e          |
| 266          | Stacey Peters (USA)       | 36e          |

| Therme Skin Care TSC | Therme Skin Care TSC      | Therme Skin Care TSC |
| -------------------- | ------------------------- | -------------------- |
| Num                  | Coureuse                  | Pos                  |
| 271                  | Arenda Grimberg (NED)     | 40e                  |
| 272                  | Christine Mos (NED)       | AB                   |
| 273                  | Eva Sijm (NED)            | AB                   |
| 274                  | Sabrina Raaijmakers (NED) | AB                   |
| 275                  | Janneke Vos (NED)         | AB                   |
| 276                  | Irene van den Broek (NED) | AB                   |

| Nobili Rubinetterie-Guerciotti NRG | Nobili Rubinetterie-Guerciotti NRG | Nobili Rubinetterie-Guerciotti NRG |
| ---------------------------------- | ---------------------------------- | ---------------------------------- |
| Num                                | Coureuse                           | Pos                                |
| 281                                | Alison Wright (AUS)                | 6e                                 |
| 282                                | Olga Sljussarewa (RUS)             | 5e                                 |
| 283                                | Catherine Marsal (FRA)             | 46e                                |
| 284                                | Sigrid Corneo (ITA)                | AB                                 |
| 285                                | Walentina Polchanowa (RUS)         | 23e                                |
| 286                                | Kym Shirley (AUS)                  | AB                                 |

| Safi-Pasta Zara Manhattan SAF | Safi-Pasta Zara Manhattan SAF | Safi-Pasta Zara Manhattan SAF |
| ----------------------------- | ----------------------------- | ----------------------------- |
| Num                           | Coureuse                      | Pos                           |
| 291                           | Giorgia Bronzini (ITA)        | AB                            |
| 292                           | Anna Zugno (ITA)              | 32e                           |
| 293                           | Gunn-Rita Dahle Flesjå (NOR)  | 20e                           |
| 294                           | Regina Schleicher (GER)       | 37e                           |
| 295                           | Zita Urbonaitė (LTU)          | 54e                           |
| 296                           | Modesta Vžesniauskaitė (LTU)  | AB                            |

| @Home Cycling Team HCT | @Home Cycling Team HCT     | @Home Cycling Team HCT |
| ---------------------- | -------------------------- | ---------------------- |
| Num                    | Coureuse                   | Pos                    |
| 301                    | Bertine Spijkerman (NED)   | AB                     |
| 302                    | Loes Markerink (NED)       | AB                     |
| 303                    | Areke Hassink (NED)        | AB                     |
| 304                    | Kirsten Wild (NED)         | AB                     |
| 305                    | Saskia Elemans (NED)       | AB                     |
| 306                    | Daphny van den Brand (NED) | AB                     |

| Italie ITA | Italie ITA           | Italie ITA |
| ---------- | -------------------- | ---------- |
| Num        | Coureuse             | Pos        |
| 311        | Alessandra D'Ettorre | AB         |
| 312        | Tania Belvederesi    | 52e        |
| 313        | Silvia Parietti      | 45e        |
| 314        | Tatiana Guderzo      | AB         |
| 315        | Laura Bozzolo        | AB         |
| 317        | Noemi Cantele        | 14e        |

| USC Chirio Forno d'Asolo USC | USC Chirio Forno d'Asolo USC | USC Chirio Forno d'Asolo USC |
| ---------------------------- | ---------------------------- | ---------------------------- |
| Num                          | Coureuse                     | Pos                          |
| 321                          | Costanza Martinelli (ITA)    | AB                           |
| 322                          | Rasa Polikevičiūtė (LTU)     | AB                           |
| 323                          | Jolanta Polikevičiūtė (LTU)  | 34e                          |
| 324                          | Marina Gloria Chirio (ITA)   | AB                           |
| 325                          | Clemilda Fernandes (BRA)     | AB                           |
| 326                          | Milena Pirola (ITA)          | 57e                          |

| S.A.T.S TSA | S.A.T.S TSA                | S.A.T.S TSA |
| ----------- | -------------------------- | ----------- |
| Num         | Coureuse                   | Pos         |
| 1           | Susanne Ljungskog (SWE)    | 15e         |
| 2           | Anita Valen de Vries (NOR) | AB          |
| 3           | Rochelle Gilmore (AUS)     | AB          |
| 4           | Emma James (AUS)           | AB          |
| 5           | Manon Jutras (CAN)         | 62e         |
| 6           | Mette Fischer Andreasen    |             |

| Belgique BEL | Belgique BEL     | Belgique BEL |
| ------------ | ---------------- | ------------ |
| Num          | Coureuse         | Pos          |
| 11           | Corine Hierckens | 50e          |
| 12           | Ludivine Henrion | AB           |
| 13           | Laurence Melys   | AB           |
| 14           | Kathy Ingels     | AB           |
| 15           | Lien Verhaeghe   | AB           |
| 16           | Sara Peeters     | AB           |

| Wielerbond Vlaanderen ___ | Wielerbond Vlaanderen ___ | Wielerbond Vlaanderen ___ |
| ------------------------- | ------------------------- | ------------------------- |
| Num                       | Coureuse                  | Pos                       |
| 21                        | Greetje De Vos (BEL)      | AB                        |
| 22                        | Diana Janssens (BEL)      | AB                        |
| 23                        | Lien Beyen (BEL)          | AB                        |
| 24                        | Kathleen Sterckx (BEL)    | AB                        |
| 25                        | Sofie Goor (BEL)          | AB                        |
| 26                        | Natasja Nobels (BEL)      | AB                        |

| Allemagne GER | Allemagne GER    | Allemagne GER |
| ------------- | ---------------- | ------------- |
| Num           | Coureuse         | Pos           |
| 31            | Liane Bahler     | AB            |
| 32            | Angela Hennig    | 38e           |
| 33            | Sarah Düster     | AB            |
| 34            | Madeleine Sandig | AB            |
| 35            | Theresa Senff    | 21e           |
| 36            | Claudia Stumpf   | AB            |

| France FRA | France FRA       | France FRA |
| ---------- | ---------------- | ---------- |
| Num        | Coureuse         | Pos        |
| 41         | Virginie Moinard | 42e        |
| 42         | Sophie Creux     | 58e        |
| 43         | Delphine Guille  | AB         |
| 44         | Marina Jaunâtre  | 59e        |
| 45         | Edwige Pitel     | 30e        |
| 46         | Alna Burato      | AB         |

| Australie AUS | Australie AUS | Australie AUS |
| ------------- | ------------- | ------------- |
| Num           | Coureuse      | Pos           |
| 51            | Lorian Graham | AB            |
| 52            | Olivia Gollan | 24e           |
| 53            | Natalie Bates | AB            |
| 54            | Amy Gillett   | AB            |
| 55            | Oenone Wood   | 8e            |
| 56            | Sara Carrigan | AB            |

| Suisse SUI | Suisse SUI      | Suisse SUI |
| ---------- | --------------- | ---------- |
| Num        | Coureuse        | Pos        |
| 61         | Nicole Brändli  | 22e        |
| 62         | Priska Doppmann | 13e        |
| 63         | Andrea Hess     | AB         |
| 64         | Diana Rast      | AB         |
| 65         | Bettina Kühn    | AB         |
| 66         | Judith Baumann  | AB         |

| Grande-Bretagne GBR | Grande-Bretagne GBR       | Grande-Bretagne GBR |
| ------------------- | ------------------------- | ------------------- |
| Num                 | Coureuse                  | Pos                 |
| 71                  | Leda Cox                  | AB                  |
| 72                  | Catherine Hare Willianson | AB                  |
| 73                  | Frances Newstead          | AB                  |
| 75                  | Lorna Webb                | AB                  |
| 76                  | Nina Davies               | AB                  |

| Espagne ESP | Espagne ESP           | Espagne ESP |
| ----------- | --------------------- | ----------- |
| Num         | Coureuse              | Pos         |
| 91          | Teodora Ruano         | 55e         |
| 92          | María Isabel Moreno   | AB          |
| 93          | Rosa Bravo            | 28e         |
| 94          | Anna Ramírez Bauxell  | AB          |
| 95          | Iosune Murillo Elkano | AB          |
| 96          | Leticia Gil           | AB          |

| Ukraine UKR | Ukraine UKR        | Ukraine UKR |
| ----------- | ------------------ | ----------- |
| Num         | Coureuse           | Pos         |
| 111         | Nina Ovcharenko    | AB          |
| 112         | Valentyna Karpenko | 29e         |
| 114         | Irina Simonova     | AB          |
| 116         | Natalia Katchalka  | AB          |

| Nouvelle-Zélande NZL | Nouvelle-Zélande NZL | Nouvelle-Zélande NZL |
| -------------------- | -------------------- | -------------------- |
| Num                  | Coureuse             | Pos                  |
| 121                  | Joanne Kiesanowski   | 9e                   |
| 122                  | Rosalind Reekie-May  | 48e                  |
| 123                  | Melissa Holt         | 61e                  |
| 124                  | Kirsty Nicole Robb   | 51e                  |
| 125                  | Susie Wood           | AB                   |
| 126                  | Michelle Hyland      | 49e                  |

| Vlaanderen-T-Interim Univega Ladies VLL | Vlaanderen-T-Interim Univega Ladies VLL | Vlaanderen-T-Interim Univega Ladies VLL |
| --------------------------------------- | --------------------------------------- | --------------------------------------- |
| Num                                     | Coureuse                                | Pos                                     |
| 131                                     | Cindy Pieters (BEL)                     | AB                                      |
| 132                                     | Hanka Kupfernagel (GER)                 | 26e                                     |
| 133                                     | Sharon Vandromme (BEL)                  | 11e                                     |
| 134                                     | Veronique Belleter (BEL)                | 39e                                     |
| 136                                     | Veerle Ingels (BEL)                     | AB                                      |

| KSV Deerlijk ___ | KSV Deerlijk ___            | KSV Deerlijk ___ |
| ---------------- | --------------------------- | ---------------- |
| Num              | Coureuse                    | Pos              |
| 141              | Ilse Geldhof (BEL)          | 47e              |
| 142              | Hilde De Meulemeester (BEL) | AB               |
| 143              | Ilse Temmerman (BEL)        | AB               |
| 144              | Grace Verbeke (BEL)         | AB               |
| 145              | Charlot Verhaeghe (BEL)     | AB               |
| 146              | Liliane Leenknegt (BEL)     | AB               |

| Keukens Redant ___ | Keukens Redant ___        | Keukens Redant ___ |
| ------------------ | ------------------------- | ------------------ |
| Num                | Coureuse                  | Pos                |
| 151                | Heidi Van de Vijver (BEL) | AB                 |
| 152                | Evy Van Damme (BEL)       | 17e                |
| 153                | Evelien Debboudt (BEL)    | AB                 |
| 154                | Sylvia Debboudt (BEL)     | AB                 |
| 155                | Lensy Debboudt (BEL)      | AB                 |

| Lietzsport Cycling LIE | Lietzsport Cycling LIE | Lietzsport Cycling LIE |
| ---------------------- | ---------------------- | ---------------------- |
| Num                    | Coureuse               | Pos                    |
| 161                    | Barbara Heeb (SUI)     | AB                     |
| 162                    | Annette Beutler (SUI)  | 10e                    |
| 163                    | Isabella Wieser (AUT)  | AB                     |
| 164                    | Karin Wieser (AUT)     | AB                     |
| 165                    | Claudia Meyer (GER)    | AB                     |
| 166                    | Kathy Watt (AUS)       | AB                     |

| Basis Aude BAS | Basis Aude BAS           | Basis Aude BAS |
| -------------- | ------------------------ | -------------- |
| Num            | Coureuse                 | Pos            |
| 171            | Marion Clignet (FRA)     | 12e            |
| 172            | Katherine White (CAN)    | AB             |
| 174            | Katy Saint-Laurent (CAN) | AB             |
| 175            | Nicole Freedman (ISR)    | AB             |
| 176            | Kristen Lasasso (USA)    | AB             |

| Let's Go Finland LGF | Let's Go Finland LGF    | Let's Go Finland LGF |
| -------------------- | ----------------------- | -------------------- |
| Num                  | Coureuse                | Pos                  |
| 181                  | Zulfiya Zabirova (RUS)  | 1re                  |
| 182                  | Fabiana Luperini (ITA)  | 31e                  |
| 183                  | Sari Saarelainen (FIN)  | AB                   |
| 184                  | Martina Corazza (ITA)   | AB                   |
| 185                  | Kettj Manfrin (ITA)     | AB                   |
| 186                  | Rebecca McConnell (AUS) | AB                   |

| Equipe Nürnberger Versicherung NUR | Equipe Nürnberger Versicherung NUR | Equipe Nürnberger Versicherung NUR |
| ---------------------------------- | ---------------------------------- | ---------------------------------- |
| Num                                | Coureuse                           | Pos                                |
| 191                                | Judith Arndt (GER)                 | AB                                 |
| 192                                | Margaret Hemsley (AUS)             | 19e                                |
| 193                                | Petra Rossner (GER)                | AB                                 |
| 194                                | Madeleine Lindberg (SWE)           | AB                                 |
| 195                                | Trixi Worrack (GER)                | 2e                                 |
| 196                                | Olga Zabelinskaïa (RUS)            | 33e                                |

| SC Michela Fanini Record Rox MIC | SC Michela Fanini Record Rox MIC | SC Michela Fanini Record Rox MIC |
| -------------------------------- | -------------------------------- | -------------------------------- |
| Num                              | Coureuse                         | Pos                              |
| 201                              | Nicole Brändli (SUI)             | 22e                              |
| 202                              | Barbara Cazzaniga (ITA)          | AB                               |
| 205                              | Edita Pučinskaitė (LTU)          | 16e                              |
| 206                              | Hayley Brown-Rutherford (AUS)    | 53e                              |

| Ondernemers van Nature-Vrienden van het Platteland OND | Ondernemers van Nature-Vrienden van het Platteland OND | Ondernemers van Nature-Vrienden van het Platteland OND |
| ------------------------------------------------------ | ------------------------------------------------------ | ------------------------------------------------------ |
| Num                                                    | Coureuse                                               | Pos                                                    |
| 211                                                    | Chantal Beltman (NED)                                  | 41e                                                    |
| 212                                                    | Andrea Bosman (NED)                                    | AB                                                     |
| 213                                                    | Loes Gunnewijk (NED)                                   | 7e                                                     |
| 214                                                    | Kristy Miggels (NED)                                   | AB                                                     |
| 215                                                    | Minke Slingerland (NED)                                | AB                                                     |
| 216                                                    | Sharon van Essen (NED)                                 | AB                                                     |

| Farm Frites-Hartol FAR | Farm Frites-Hartol FAR     | Farm Frites-Hartol FAR |
| ---------------------- | -------------------------- | ---------------------- |
| Num                    | Coureuse                   | Pos                    |
| 221                    | Leontien van Moorsel (NED) | 3e                     |
| 222                    | Mirjam Melchers (NED)      | 4e                     |
| 223                    | Rachel Heal (GBR)          | 44e                    |
| 224                    | Miho Oki (JPN)             | 27e                    |
| 225                    | Anouska van der Zee (NED)  | 56e                    |
| 226                    | Esther Van Der Helm (NED)  | AB                     |

| Ton Van Bemmelen Sports TVB | Ton Van Bemmelen Sports TVB    | Ton Van Bemmelen Sports TVB |
| --------------------------- | ------------------------------ | --------------------------- |
| Num                         | Coureuse                       | Pos                         |
| 231                         | Suzanne de Goede (NED)         | AB                          |
| 232                         | Jaccolien Wallaard (NED)       | AB                          |
| 233                         | Josephine Groenveld (NED)      | 60e                         |
| 234                         | Veronique Coene (BEL)          | AB                          |
| 235                         | Jolanda Cools-van Dongen (NED) | AB                          |
| 236                         | Frederika van der Wiel (NED)   | AB                          |

| Vitron Wilstra VIT | Vitron Wilstra VIT     | Vitron Wilstra VIT |
| ------------------ | ---------------------- | ------------------ |
| Num                | Coureuse               | Pos                |
| 241                | Alexandra Nöhles (GER) | AB                 |
| 242                | Karin de Krijger (NED) | AB                 |
| 243                | Natasja Van Loon (NED) | AB                 |
| 244                | Ilona Valkenburg (NED) | AB                 |
| 245                | Katrijn Scheffer (NED) | AB                 |
| 246                | Evelien Post (NED)     | AB                 |

| Next 125 ___ | Next 125 ___                  | Next 125 ___ |
| ------------ | ----------------------------- | ------------ |
| Num          | Coureuse                      | Pos          |
| 251          | Tanja Schmidt-Hennes (GER)    | 43e          |
| 252          | Andrea Knecht (SUI)           | AB           |
| 253          | Alexandrine Petitpierre (SUI) | AB           |
| 254          | Marion Brauen (SUI)           | AB           |
| 255          | Irene Hostettler (SUI)        | AB           |

| T-Mobile ___ | T-Mobile ___              | T-Mobile ___ |
| ------------ | ------------------------- | ------------ |
| Num          | Coureuse                  | Pos          |
| 262          | Deirdre Demet-Barry (USA) | 18e          |
| 263          | Kimberly Baldwin (USA)    | 35e          |
| 264          | Dotsie Bausch (USA)       | AB           |
| 265          | Amber Neben (USA)         | 25e          |
| 266          | Stacey Peters (USA)       | 36e          |

| Therme Skin Care TSC | Therme Skin Care TSC      | Therme Skin Care TSC |
| -------------------- | ------------------------- | -------------------- |
| Num                  | Coureuse                  | Pos                  |
| 271                  | Arenda Grimberg (NED)     | 40e                  |
| 272                  | Christine Mos (NED)       | AB                   |
| 273                  | Eva Sijm (NED)            | AB                   |
| 274                  | Sabrina Raaijmakers (NED) | AB                   |
| 275                  | Janneke Vos (NED)         | AB                   |
| 276                  | Irene van den Broek (NED) | AB                   |

| Nobili Rubinetterie-Guerciotti NRG | Nobili Rubinetterie-Guerciotti NRG | Nobili Rubinetterie-Guerciotti NRG |
| ---------------------------------- | ---------------------------------- | ---------------------------------- |
| Num                                | Coureuse                           | Pos                                |
| 281                                | Alison Wright (AUS)                | 6e                                 |
| 282                                | Olga Sljussarewa (RUS)             | 5e                                 |
| 283                                | Catherine Marsal (FRA)             | 46e                                |
| 284                                | Sigrid Corneo (ITA)                | AB                                 |
| 285                                | Walentina Polchanowa (RUS)         | 23e                                |
| 286                                | Kym Shirley (AUS)                  | AB                                 |

| Safi-Pasta Zara Manhattan SAF | Safi-Pasta Zara Manhattan SAF | Safi-Pasta Zara Manhattan SAF |
| ----------------------------- | ----------------------------- | ----------------------------- |
| Num                           | Coureuse                      | Pos                           |
| 291                           | Giorgia Bronzini (ITA)        | AB                            |
| 292                           | Anna Zugno (ITA)              | 32e                           |
| 293                           | Gunn-Rita Dahle Flesjå (NOR)  | 20e                           |
| 294                           | Regina Schleicher (GER)       | 37e                           |
| 295                           | Zita Urbonaitė (LTU)          | 54e                           |
| 296                           | Modesta Vžesniauskaitė (LTU)  | AB                            |

| @Home Cycling Team HCT | @Home Cycling Team HCT     | @Home Cycling Team HCT |
| ---------------------- | -------------------------- | ---------------------- |
| Num                    | Coureuse                   | Pos                    |
| 301                    | Bertine Spijkerman (NED)   | AB                     |
| 302                    | Loes Markerink (NED)       | AB                     |
| 303                    | Areke Hassink (NED)        | AB                     |
| 304                    | Kirsten Wild (NED)         | AB                     |
| 305                    | Saskia Elemans (NED)       | AB                     |
| 306                    | Daphny van den Brand (NED) | AB                     |

| Italie ITA | Italie ITA           | Italie ITA |
| ---------- | -------------------- | ---------- |
| Num        | Coureuse             | Pos        |
| 311        | Alessandra D'Ettorre | AB         |
| 312        | Tania Belvederesi    | 52e        |
| 313        | Silvia Parietti      | 45e        |
| 314        | Tatiana Guderzo      | AB         |
| 315        | Laura Bozzolo        | AB         |
| 317        | Noemi Cantele        | 14e        |

| USC Chirio Forno d'Asolo USC | USC Chirio Forno d'Asolo USC | USC Chirio Forno d'Asolo USC |
| ---------------------------- | ---------------------------- | ---------------------------- |
| Num                          | Coureuse                     | Pos                          |
| 321                          | Costanza Martinelli (ITA)    | AB                           |
| 322                          | Rasa Polikevičiūtė (LTU)     | AB                           |
| 323                          | Jolanta Polikevičiūtė (LTU)  | 34e                          |
| 324                          | Marina Gloria Chirio (ITA)   | AB                           |
| 325                          | Clemilda Fernandes (BRA)     | AB                           |
| 326                          | Milena Pirola (ITA)          | 57e                          |

Source,.